# Provincia de Ceará
La provincia de Ceará (en portugués: província do Ceará) fue una unidad administrativa y territorial del Imperio del Brasil desde 1821, creada a partir de la capitanía de Ceará. Luego de la proclamación de la República el 15 de noviembre de 1889 pasó a convertirse en el actual estado de Ceará. La provincia tenía una población aproximada de 721 686 habitantes en el año de 1872.